# Муни, Нэйт
Нэйт Муни — американский актёр кино и телевидения. 

## Карьера
Получил известность по исполнению комедийных ролей Райана МакПойла в сериале «В Филадельфии всегда солнечно» и помощника шерифа Леона Дринкуотера в сериале «Стэн против сил зла».

## Фильмография
| Год       |   | Русское название              | Оригинальное название             | Роль                            |
| --------- | - | ----------------------------- | --------------------------------- | ------------------------------- |
| 2005—2013 | с | В Филадельфии всегда солнечно | It's Always Sunny in Philadelphia | Райан МакПойл                   |
| 2005      | ф | Элизабеттаун                  | Elizabethtown                     | Трент                           |
| 2006      | ф | Водопад Ангела                | Seraphim Falls                    | кузен Билл                      |
| 2006      | ф | Паутина Шарлотты              | Charlotte’s Web                   | Лурви                           |
| 2007      | с | Лунный свет                   | Moonlight                         | вампир Райдер Инглэнд           |
| 2009      | ф | Пятое измерение               | Push                              | Пинки Стейн                     |
| 2010      | с | Во все тяжкие                 | Breaking Bad                      | продавец оружия                 |
| 2011      | с | Доктор Хаус                   | House, M.D.                       | Ролло (заключённый в тюрьме)    |
| 2012      | ф | Очень опасная штучка          | One for the Money                 | Эдди Газзара                    |
| 2013      | ф | Ночные движения               | Night Moves                       | водитель                        |
| 2016      | ф | Вне правил                    | Rules Don't Apply                 | санитар                         |
| 2016—2018 | с | Стэн против сил зла           | Stan Against Evil                 | помощник шерифа Леон Дринкуотер |
| 2019      | ф | Следи за дорогой              | Adopt a Highway                   | бездомный                       |